# Prêmio Zilka Sallaberry de Teatro Infantil
O Prêmio de Zilka Sallaberry de Teatro Infantil é uma premiação anual concedida pelo CEPETIN (Centro de Pesquisa e Estudo do Teatro Infantil) desde 2006 para espetáculos infantis de destaque em cartaz na cidade do Rio de Janeiro.
O Prêmio leva o nome da atriz Zilka Sallaberry, que ficou conhecida pelo público infantil por interpretar a personagem Dona Benta na primeira adaptação que a Rede Globo realizou do Sítio do Picapau Amarelo, em 1977.